# Satoru Asari
Satoru Asari (浅利 悟?, Asari Satoru; Saitama, 10 giugno 1974) è un ex calciatore giapponese, di ruolo centrocampista.